# Pinakolboran
Pinakolboran je organoboran se vzorcem (CH3)4C2O2BH. Obsahuje borohydridovou funkční skupinu, která je součástí pětičlenného C2O2B kruhu. Jako i podobné alkoxidy boru je pinakolboran monomerní.
V jeho molekule se nachází reaktivní vazby B-H.

## Použití v organické syntéze
Za přítomnosti vhodného katalyzátoru pinakolboran hydroboruje alkeny a v menší míře také alkyny.
Pinakolboran také usnadňuje bezkatalyzátorové hydroborace aldehydů, ketonů a karboxylových kyselin.
Pinakolboran se používá při borylačních reakcích, což je druh aktivace vazby uhlík-vodík.
Dehydrogenací pinakolboranu vzniká bis(pinakoláto)dibor (B2pin2):
2 (CH3)4C2O2BH → (CH3)4C2O2B-BO2C2(CH3)4 + H2